# Il trafficone

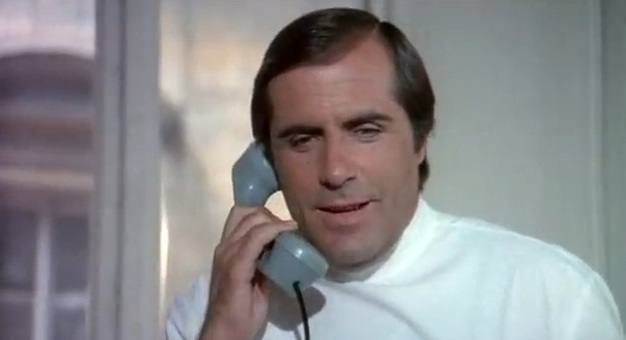
Carlo Giuffré dans une scène du film

Il trafficone est une comédie érotique italienne, sortie le 28 novembre 1974, réalisé par Bruno Corbucci.

## Distribution
- Carlo Giuffré : Gaetano D'Angelo dit Vincenzo Lo Russo
- Marilù Tolo : Rosalia, femme de Macaluso
- Tina Aumont : Laura
- Lino Banfi : Luigi Scardocchia
- Enzo Cannavale : Gennarino
- Irina Maleeva : la femme de Scardocchia
- Rita Calderoni : Angelina, femme de Vincenzo
- Gianni Agus : On. Rivolta
- Elio Zamuto : Vito Macaluso
- Adriana Asti : Virginia
- Vincenzo Crocitti : Bastiano Taddei
- Dante Cleri : le barman
- Massimo Dapporto : Franco Sorbilli
- Giancarlo Badessi : le maire en Versilia
- Mino Guerrini : Filiberto Vettiglia